# Villiers-Saint-Fréderic
Villiers-Saint-Fréderic település Franciaországban, Yvelines megyében. Lakosainak száma 3231 fő (2022. január 1.). Villiers-Saint-Fréderic Saint-Germain-de-la-Grange, Beynes, Jouars-Pontchartrain, Neauphle-le-Château és Neauphle-le-Vieux községekkel határos.

## Népesség
A település népessége az elmúlt években az alábbi módon változott:
| Lakosok száma | 2721 | 2764 | 2944 | 2838 | 2908 | 2906 | 2895 | 3068 | 3231 |
|               | 2013 | 2015 | 2016 | 2017 | 2018 | 2019 | 2020 | 2021 | 2022 |